# Ezequias Bezerra da Rocha
Nascido em de 24 de dezembro de 1944, Ezequias Bezerra da Rocha foi um paraibano, de João Pessoa, geólogo e militante do Partido Comunista do Brasil (PCB) durante o período de ditadura militar no Brasil, além de simpatizante do Partido Comunista Brasileiro Revolucionário (PCBR). Seu posicionamento político foi motivo de perseguição e seu conseguinte desaparecimento, em  11 de março de 1972, em Recife, em Pernambuco. Foi um dos casos investigados pela Comissão da Verdade, que apura mortes e desaparecimentos na ditadura militar brasileira.

## Desaparecimento e morte
Míriam Lopes Verbena e o marido, LuÍs Alberto Andrade Sá e Benevides, eram militantes do Partido Comunista Brasileiro Revolucionário (PCBR). Em 8 de março de 1972, o casal se acidentou em tragédia envolvendo um carro (Volkswagen), de Ezequias. Segundo a CNV e a Comissão Estadual da Memória e Verdade Dom Helder Câmara (CEMVDHC), antes do evento, o proprietário do veículo não era perseguido pelos órgãos de segurança do regime militar e também não vivia na clandestinidade, como muitos militantes da época, que o tinham como recurso para continuar suas ações políticas consideradas subversivas. No dia 9 de março, Ezequias foi a departamentos policiais em Caruaru, onde aconteceu o acidente, no intuito de resgatar as partes restantes do carro, o que prova que o geólogo não estava sendo procurado no período.
Após o acontecimento, os irmãos de Ezequias o ajudaram na venda dos destroços do veículo, jovem que tinha viagem marcada para Salvador, com o objetivo de iniciar sua pós-graduação na área de geofísica. Entretanto, antes da viagem, Ezequias não só foi preso, como desapareceu. O motivo, foi sua associação ao PCBR pelos órgãos de segurança, que ligaram o empréstimo do carro aos militantes, à ações políticas ditas subversivas. Então, por volta da 01h, do dia 11 de março de 1972, Ezequias Bezerra da Rocha e sua esposa, Guilhermina Bezerra da Rocha, foram presos pelo Destacamento de Operações de Informação - Centro de Operações de Defesa Interna (DOI) de Pernambuco, do IV Exército. A prisão do casal foi notificada pelo Delegado do Departamento de Ordem Política e Social DOPS/PE, Redivaldo Oliveira Acioly, segundo ofício enviado ao Ministro Brigadeiro Armando Perdigão, em 06 de abril de 1972.
Guilhermina relatou a primeira noite na prisão, após ser liberta: 
“Fomos conduzidos para dentro e eu fui posta numa cela enquanto Ezequias foi ao interrogatório. Mas aquilo não era interrogatório, era um verdadeiro massacre aplicado numa pessoa indefesa. De onde eu estava ouvia a pancadaria. Foram horas terríveis. Aquilo parecia mais um pesadelo. Eu queria acordar e não conseguia. Houve momentos em que pensava que o Quias [sic] estava morto, pelo silêncio de dor que se fazia, pois não era possível, tantos bater tanto numa única pessoa. Depois de muito tempo eles pararam de torturá-lo e o colocaram numa cela perto da minha. Quando ele passou por mim, carregado por policiais, parecia um farrapo humano, havia sangue por todas as partes do seu corpo. Não conseguia nem ficar de pé. [...] Dormi vencida pelo cansaço. Ao me acordar, procurei imediatamente por ele. Os carcereiros diziam-me simplesmente que não tinha sido preso nenhum Ezequias. Insisti por diversas vezes, porém em vão. Ninguém mais me informou o paradeiro dele. Posso afirmar, categoricamente, que no estado físico em que o vi ele não tinha condições nem de matar uma mosca, 5 quanto mais fugir ou tomar qualquer outra atitude. Eles mataram o meu querido Quias…”
Em 06 de junho de 1972, diante do habeas corpus do advogado Fernando Fragoso, que o delegado do DOPS/PE enviou um telegrama pelo ministro Nelson Sampaio, do Superior Tribunal Militar (STM), respondendo que “o preso político Ezequias Bezerra da Rocha, havia se evadido e resgatado por elementos não identificados”. Esta foi dada como  versão oficial e foi relatada nos Relatórios das Forças Armadas, enviados ao Ministro da Justiça da época, Maurício Correa, apenas em dezembro de 1993.
O relatório da Aeronáutica registra que:
“[...] preso pelo DOI/IV EX, no, dia 11 Mar 72, tendo sido encontrado em seu poder farto material subversivo. Na noite do dia 11 Mar 72, foi 4 conduzido para a região da Cidade Universitária (BR/232), a fim de cobrir 'um ponto', tendo sido nesta ocasião resgatado por seus companheiros de subversão, os quais o conduziram num VW 1300, cor branca, placa não identificada, apesar de todas as tentativas dos agentes de segurança no sentido de detê-lo, o que ocasionou forte tiroteio de ambos os lados; entretanto, não há dados que comprovem se o mesmo encontra-se morto ou desaparecido.” 
Já na ficha de antecedentes criminais do desaparecido político, na Delegacia de Ordem Social, fornecida pela Secretaria de Segurança Pública de Pernambuco, consta que: 
"11.03.1972 - foi preso por um Órgão de Segurança para averiguações sobre atividades contrárias à Segurança do Estado. Na mesma data foi posto à disposição desta Secretaria de Segurança Pública, em virtude de haver sido instaurado inquérito policial nesta Delegacia, a fim de apurar atividades do PCBR (Partido Comunista Brasileiro Revolucionário) na área, cujo feito encontra-se em andamento. Segundo informações do órgão de Segurança, o paciente EZEQUIAS BEZERRA DA ROCHA, às 20,00 do mesmo dia de sua prisão, evadiu-se tendo sido resgatado por elementos ainda não identificados." 
Ainda em 12 de março de 1972, foi encontrado um corpo com similaridades a de Ezequias. O cadáver, achado na barragem do "Bambu", no Engenho Massauassú, foi encaminhado ao Instituto de Medicina Legal do Recife, segundo ofício nº 78/72. O corpo apresentava sinais de tortura e pés e mãos amarrados. Além disso, o ofício relata que  o corpo foi deixado pelo veículo “Rural Ford, de cor verde e branca, sem placas” .
Os familiares, que souberam do corpo por meio da imprensa, foram impedidos de retirar o cadáver, sob a justificativa de que se referia a outra pessoa que teria sido identificada. Em 1991, descobriram que o corpo era realmente de Ezequias. O resultado foi comprovado por conta trabalho realizado pela Comissão de Pesquisa e Levantamento dos Mortos e Desaparecidos Políticos, em Pernambuco, uma perícia datiloscópica em prontuário do DOPS/PE utilizando as impressões digitais contidas no ofício nº 78/72,  da Delegacia de Polícia do Município de Escada (PE).

## Desfecho
Em 12 de novembro de 2013, a A CEMVDHC recebeu o Laudo Tanatoscópico e o ofício de remoção do corpo de Ezequias Bezerra da Rocha, que foram encontrados pela equipe de Catalogação do Acervo do Instituto de Medicina Legal Antônio Persivo Cunha, do Arquivo Público Jordão Emerenciano (APEJE).

Em matéria, Elio Gaspari expõe general Vicente de Paulo Dale Coutinho, que afirmou ter participado, ao lado de um major, do processo de morte e desaparecimento de Ezequias Bezerra da Rocha. O livro "O Sacerdote e o Feiticeiro - Vol. 3 - A Ditadura Derrotada", de autoria de Gaspari, conta:
"Coutinho obstruiu as investigações, mesmo sabendo que Ezequias morrera dentro do seu DOI. O general tinha a simpatia de Orlando Geisel, seu padrinho de espada."
No período da morte de Ezequias, Míriam e Luis Alberto o coronel do Exército Confúcio Danton de Paula Avelino comandava o DOI, do IV Exército. Segundo depoimento de Piragibe Castro Alves, em 15 de março de 1998, sobre a morte do casal de amigos de Ezequias, o Coronel Confúcio teria participado dos atos: “é verdade, nós acabamos com eles.”, conta.
A conclusão da Comissão Nacional da Verdade Diante foi de que Ezequias foi vítima de desaparecimento forçado, em 11 de março de 1973, no DOI do IV Exército, em Recife (PE), em razão da repressão física do período ditatorial, no Brasil. Os restos mortais de Ezequias Bezerra da Rocha não foram encontrados e as investigações continuam.
Em junho de 2016, a juíza Patrícia Rodrigues Ramos Galvão, da 11.ª Vara de Família e Registros Públicos do Recife, mandou retificar a certidão de óbito de Ezequias Bezerra da Rocha, que antes constava morte durante tiroteio. Hoje, o documento afirma, como causa de sua morte, “choque decorrente de traumatismo cranoencefálico e do tronco e ferimento penetrante de abdômen, respectivamente, por instrumento contundente e pérfuro-cortante.” O pedido de retificação tinha sido feito em 13 de fevereiro de 2015, pela Comissão Estadual da Memória e Verdade Dom Helder Câmara. A alteração foi realizada com base no laudo tanatoscópico de Ezequias.